# Floriana (stolica tytularna)
Floriana (łac. Diocesis Florianensis) – stolica historycznej diecezji we Cesarstwie rzymskim w prowincji Mauretania Cezarensis, zlikwidowana w VII w. podczas ekspansji islamskiej, współcześnie w północnej Algierii. Obecnie katolickie biskupstwo tytularne. 

## Biskupi tytularni
| Lp. | Biskup                 | Funkcja                                  | Od                | Do                |
| --- | ---------------------- | ---------------------------------------- | ----------------- | ----------------- |
| 1   | Edward Peter McManaman | biskup pomocniczy Erie (USA)             | 24 lipca 1948     | 18 lipca 1964     |
| 2   | Gabriel Matagrin       | biskup pomocniczy Lyonu (Francja)        | 15 listopada 1964 | 19 września 1969  |
| 3   | Bernardo Citterio      | biskup pomocniczy Mediolanu (Włochy)     | 4 listopada 1969  | 13 listopada 2002 |
| 4   | Pierre-André Dumas     | biskup pomocniczy Port-au-Prince (Haiti) | 10 grudnia 2002   | 13 lipca 2008     |
| 5   | Timothy Senior         | biskup pomocniczy Filadelfii (USA)       | 8 czerwca 2009    | 25 kwietnia 2023  |
| 6   | George Panamthundil    | nuncjusz apostolski                      | 16 czerwca 2023   |                   |